# Stefano Delle Chiaie
Stefano Delle Chiaie (Caserta, 13 de setembre de 1936-Roma, 10 de setembre de 2019) va ser un terrorista neofeixista italià, que va aconseguir notorietat en participar en les operacions Gladio i Còndor.
Les recerques portades endavant pel jutge espanyol Baltasar Garzón van documentar que Delle Chiaie va assessorar i va treballar per a la DINA d'Augusto Pinochet a Xile, l'Triple A a l'Argentina i la dictadura d'Hugo Banzer Suárez a Bolívia. També va participar en la massacre d'Ezeiza a l'Argentina, quan Perón va retornar de l'exili el 1973.

## Carrera terrorista
Ha estat descrit a Itàlia (1959-1987), Espanya (1970-1977), el Perú (1983) l'Argentina(1970-1984), Paraguai(1985), Veneçuela (1987).

### A Europa
Stefano Delle Chiaie va començar com a membre del Moviment Social Italià (MSI). La seva oposició a la política d'entesa amb la Democràcia Cristiana que va impulsar el secretari general del MSI, Arturo Michelini, va portar a Delle Chiaie a promoure el corrent integrista Ordine Nuovo.
Va ajudar a Junio Valerio Borghese en el seu fracassat cop de 1970, i va participar en l'estratègia de la tensió que Gladio estava implementant amb l'ajuda de la P2 de Licio Gelli i el SISMI, els serveis secrets italians. Però va tenir una carrera internacional. Després del cop fallit, va fugir a l'Espanya franquista (com Vincenzo Vinciguerra) amb la protecció dels serveis d'intel·ligència italians, que li van permetre la fugida. Allí continuarà organitzant el seu grup Avanguardia Nazionale, i va conèixer a Léon Degrelle.
El símbol de l'organització feixista de Delle Chiaie és la runa Odal, un rombe els costats inferiors del qual s'entrecreuen.

#### Espanya
El 1976 va participar en els assassinats dels militants carlistes Aniano Jiménez Santos i Ricardo García Pellejero a l'acte carlista de Montejurra, a Navarra. Va actuar amb total impunitat juntament amb altres membres de l'extrema dreta internacional com Rodolfo Almirón (membre de l'Triple A argentina), Jean-Pierre Cherid (membre de les OAS) i Pier Luigi Concutelli. Stefano Delle Chiaie va declarar en una entrevista el 1983 a un periodista espanyol "em vaig decidir a donar la mà a la creació d'un moviment revolucionari internacional (...)".

#### Portugal
Stefano Delle Chiaie va participar en la "Aginter Press" de Yves Guérin-Sérac fundat al Portugal d'António de Oliveira Salazar el 1965.

### A Hispanoamèrica
Stefano delle Chiaie va ser descrit per la CIA com el terrorista més buscat de la dreta el 1983, era sospitós de bastant activitat il·legal, però sense ser demostrat i sempre va ser absolt. En el curs de les seves activitats Delle Chiaie també va ser conegut per una sèrie d'àlies, el més notable de les quals va ser ALFA i Alfredo Di Stéfano, pel cèlebre futbolista del mateix nom.
Després d'assistir a Madrid al funeral de Francisco Franco, l'any 1975, segons documents declasificados de la CIA, Delle Chiaie es va trobar amb l'agent de la DINA Michael Townley i el cubà Virgilio Paz Romero, per a preparar l'atemptat contra Bernardo Leighton a Roma. Delle Chiaie des de llavors ha passat la major part de la seva vida delictiva a Amèrica Llatina. En el món del terrorisme italià Stefano era conegut com a Alfredo; Townley, com Andrés Wilson.

#### Cop a Bolívia
Temps després es va veure implicat en el cop d'estat contra la presidenta Lídia Gueiler a Bolívia, encapçalat pel general Luis García Meza, on es va sumar als militars argentins que van intervenir en aquest país, en companyia del criminal de guerra alemany Klaus Barbie. El 1982 va sostenir reunions amb Abdullah Çatlı, un membre dels Llops Grisos, a Miami.

#### Internacional terrorista negra
Durant l'audiència el 1997 davant la Comissió contra el terrorisme encapçalada pel senador Giovanni Pellegrino, Stefano Delle Chiaie va continuar parlant d'una "internacional feixista negra" i la seva esperança de crear les condicions d'una "revolució internacional". Va parlar de la Lliga Anticomunista Mundial, però va dir que després d'assistir a una reunió al Paraguai, l'havia abandonat. Va afirmar que aquesta última era una façana de la CIA. L'única cosa que va admetre va ser haver pres part en l'organització del Nou Ordre Europeu (NOE), i va negar haver treballat amb l'Aliança Anticomunista Internacional entorn de 1974.

#### Assassinat de Bernardo Leighton
Segons documents de la CIA, a Madrid, Stefano Delle Chiaie també es va reunir amb Michael Townley, un agent de la DINA i Virgilio Paz Romero, un cubà de Miami, amb connexions a Xile, per a preparar, amb l'ajuda de la policia secreta de Francisco Franco, l'assassinat de Bernardo Leighton, un demòcrata cristià de Xile. El 6 d'octubre de 1975 Leighton i la seva esposa van resultar greument ferits per trets, mentre vivien a l'exili a Roma. Delle Chiaie, juntament amb el seu company Vincenzo Vinciguerra, també va testificar a Roma al desembre de 1995 davant la jutge María Servini de Cubría que Enrique Arancibia Clavel (un ex agent de la policia secreta xilena processat per crims de lesa humanitat el 2004) i Michael Townley (un agent de la DINA i de la CIA, de nacionalitat estatunidenca) estaven directament involucrats en aquest frustrat assassinat.
Michael Townley ha afirmat que l'agent de la DINA, Enrique Arancibia Clavel, condemnat a l'Argentina per l'assassinat el 1974 del general Carlos Prats, havia viatjat a Califòrnia en la tardor de 1977 disfressat d'un membre del sector bancari per a veure's amb ALFA, un àlies de Stefano Delle Chiaie.

### Arrestat
Va ser finalment arrestat en un restaurant del Centre Comercial Chacaito, el 1989 a Caracas, després d'haver estat monitorat per anys en diferents països de Sud Amèrica, per la Divisió de Contraespionatge de DISIP, un Organisme d'Intel·ligència d'Estat Veneçolà, i deportat a Itàlia per a ser jutjat pel seu paper en l'atemptat de Piazza Fontana de desembre de 1969, que va començar l'estratègia de la tensió, però va ser absolt el mateix any. Al costat de Licio Gelli i Francesco Pazienza, va anar també acusat d'haver participat a la massacre de Bolonya el 1980.

### Assassinat del General Carlos Prats
Alguns indicis apunten al fet que va estar involucrat en l'atemptat contra el general Carlos Prats a Buenos Aires el 1974. Delle Chiaie va atestar davant la jutgessa federal argentina María Romilda Servini de Cubría que Enrique Arancibia Clavel (un ex agente de la DINA jutjat per crims contra la humanitat el 2004) i Michael Townley, un agent secret de nacionalitat estatunidenca estaven implicats directament en l'assassinat.

#### Recerca a l'Argentina
La jutgessa María Servini de Cubría va citar com involucrats en l'atemptat contra Prats a:
- Manuel Contreras.
- Pedro Espinoza Bravo.
- Eduardo Iturriaga Newman, cap de departament exterior de la DINA.
- José Zara.
- Cristopher George Willike, cap de la DINA a l'Argentina.
- Armando Fernández Larios, enllaç.
- Enrique Arancibia Clavel, agent.
- Jaime Patricio Arrau, enllaç.
- Michael Townley, agent. Aquests serien els executors directes.

D'altra banda, "les recerques periodístiques i de drets humans sobre el cas esmenten específicament a Stefano Delle Chiaie, de l'ultradretà moviment Avanguardia Nazionale, d'Itàlia, i a l'argentí Martín Ciga Correa de la Triple A (qui amb el nom de Mariano Santamarina va participar amb altres militars a Hondures sota mandat de la CIA en la guerra contra Nicaragua sandinista)", segons el diari mexicà La Jornada.

#### Recerca a Itàlia
En una recerca judicial italiana, Delle Chiaie, va declarar haver actuat, en el context de l'Operació Gladio, contra refugiats polítics bascos. En aquesta declaració, va fer referència expressa al segrest, interrogatori, tortures, i posterior execució i desaparició d'un refugiat basc al Sud de França a mitjan anys 1970. El 1976, va ser segrestat Eduardo Moreno Bergaretxe, "Pertur", i 32 anys després continua desaparegut. L'Audiència Nacional, a través del Jutge Andreu, va iniciar una recerca per a esclarir aquesta desaparició. En la mateixa declaració, també va assumir l'atemptat amb bomba contra un altre refugiat basc a finals dels 70, que per les dades ofertes podria tractar-se de l'atemptat mortal al desembre de 1978 contra Joxe Miguel Beñaran Ordeñana. Tots dos fets van ser reivindicats pel BVE.

## Defunció
Va morir a l'hospital Vannini de Roma, el 10 de setembre de 2019. Pocs mesos abans de la seva mort, havia publicat les seves memòries amb el nom de l'àguila i el còndor: la història d'un militant polític, on relata la seva carrera dins del neofeixisme.

## Referència i notes dempeus
1. ↑  Conspiración para matar: Las relaciones secretas entre Pinochet, Franco y la P2 por Sergio Sorin, BUENOS AIRES, 4 de febrer de 1999
2. 1 2 3 4 5 6  Namebase
3. ↑  Más allá de Montejurra. Terrorismo derechista
4. ↑  Audiència de Stefano Delle Chiaie el 22 de juliol de 1997 davant la Comissió parlamentària italiana de terrorisme presidida pel senador Giovanni Pellegrino
5. ↑  Chile and the United States:Declassified Documents relating to the Military Coup, 1970-1976
6. ↑  Vital rights ruling in Argentina, BBC, August 24, 2004
7. ↑   Arancibia, "clave" en la cooperación de las dictaduras, La Jornada, 22 de mayo de 2000
8. ↑  Declassified documents, 2, 6 published by the National Security Archive
9. ↑  Arancibia, "clave" en la cooperación de las dictaduras
10. 1 2  Stefano delle Chiaie: "La matanza de la calle de Atocha fue instigada por sectores de la policía"
11. ↑  El Águila y el Cóndor. Memorias de un militante político de Stefano delle Chiaie, Eminves, 13 de juny de 2019